# Forintos Géza
Forintosházi Forintos Géza Kálmán Elemér (Mihályfa, Zala vármegye, 1868. június 27. – Mihályfa, Zala vármegye, 1954. június 12.), jogász, a honvédelmi minisztérium tanácsosa, a vármegyei törvényhatósági bizottságnak a tagja, földbirtokos.

## Családja és származása
A régi dunántúli nemesi származású forintosházi Forintos család sarja. Mihályfán született 1868-ban. Édesapja forintosházi Forintos Kálmán (1834–1903), mihályfai földbirtokos, édesanyja az osztrák nemesi származású liebingeni Schöen Johanna (1838–1921), akinek az édesapja Josef Schön von Liebingen (1797–1877), jogász volt. Apai nagyapja forintosházi Forintos Károly (1795–1866), táblabíró, földbirtokos, és pósfai Horváth Eleonóra (1800–1863) voltak. Anyai nagyszülei Josef Schön von Liebingen (1797–1877), jogász és Krzandalsky Johanna voltak. Apai nagyapai ükapja forintosházi Forintos Gábor (1723–1782), királyi tanácsos, Zala vármegye első alispánja, földbirtokos volt. Forintos Gézának az egyik leánytestvére forintosházi Forintos Irma (1860–1916), akinek a férje pósfai Horváth János (1839–1923), a Magyar királyi állami gépgyárának az igazgatója, a Ferenc József-rend lovagja, földbirtokos. A másik leánytestvére forintosházi Forintos Johanna (1869–1952), akinek a férje dr. Rozs István (1857–1942), orvos vezérőrnagy, a Ferenc József-rend lovagja.

## Élete
Forintos Géza a középiskoláit Székesfehérváron, a jogi egyetemet majd Budapesten végezte, ahol ledoktorált. Pályafutását a honvédelmi minisztériumban kezdte, először fogalmazó, majd titkár, és később, miniszteri tanácsosi rangban. 1905-ben a honvédelmi miniszter dr. forintosházi Forintos Géza miniszteri fogalmazót miniszteri segédtitkárrá nevezte ki. 1914-ben a király a honvédelmi miniszter előterjesztésére a forintosházi Forintos Géza dr. miniszteri osztálytanácsosi címmel és jelleggel felruházott miniszteri titkárt miniszteri osztálytanácsossá nevezte ki. 1921-ben nyugalomba vonult 53 évesen.
Mihályfa község határában levő birtokára vonult vissza gazdálkodni még 1918-ban Forintosházára, ahol a kommün kitörése érte őt. Bár személyében bántódás nem érte, a birtokát a kommunista tömegek teljesen kifosztották és tönkretették. A raktárakból elhurcoltak mindent, az állatállományt felemésztették. A kommün vége után, a mihályfai otthonába befogadta és ápolta a beteg régi jó barátját, boldogfai dr. Farkas Istvánt (1875-1921), aki a tanács köztársaság kitöréséig a Sümegi járás főszolgabírája volt, de vele ellentétben, nem csak a javait és a lakását tették tönkre a kommunisták, de személyét is erős testi bántódás érte.
Forintos Géza mindig igen jelentős részt vett a helyi közéletben: Tagja a vármegyei törvényhatósági bizottságnak, a fegyelmi tanácsnak, elnöke az állami iskolagondnokságának, a Tűzoltó Testületnek és választmányi tagja az 1800-ban alakult vármegyei nemesi alapítványnak. Tagja volt a község képviselőtestületének. 1943 májusában létrehozták a mihályfai Gazdakört, amelynek a díszelnöke Forintos Géza lett. 1937-ben Forintos Gézának Nagykapornakon 195 kataszteri holdas, Mihályfán 178-as kataszteri holdas, és Türjén 2 kataszteri holdas földbirtoka volt; összesen 375 kataszter holdaddal rendelkezett.

## Házassága és leszármazotjai

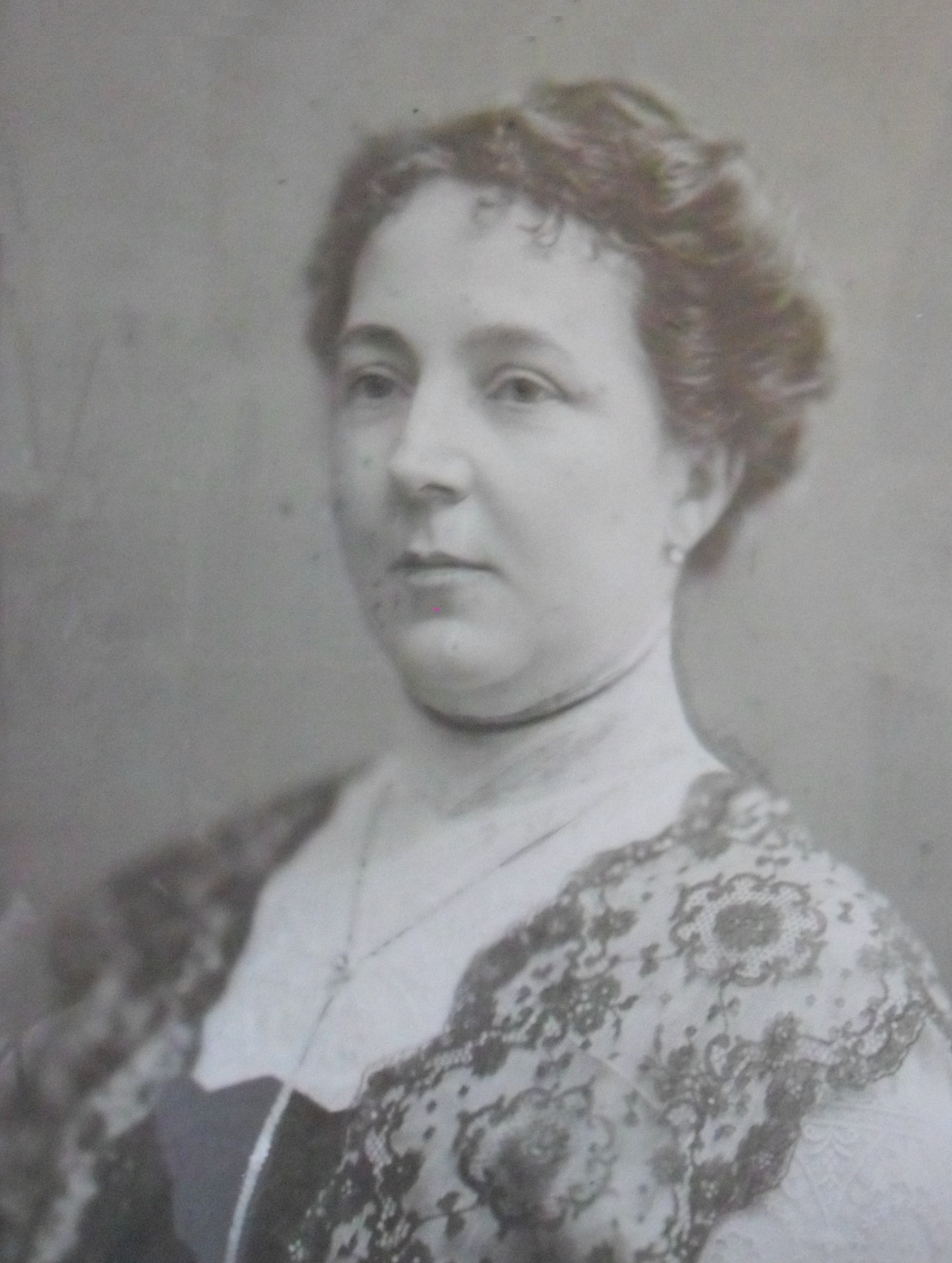
Forintosházi dr. Forintos Gézáné Starmeg Paulina (1863-1951)

Forintos Géza 1899 június 27.-én Budapesten a VII kerületben vette el a polgári származású Starmeg Paulina (*Észak-Komárom, 1863. június 22.– †Mihályfa, 1951. június 12.) kisasszonyt, Starmeg Károly (1817–1890), komáromi csizmadiamester és Schéra Terézia lányát. Az apai nagyszülei Starmegh József (1777–1818), komáromi csizmadiamester, városi polgár, és Suránszky Rozália voltak. Forintos Géza és Starmeg Paulina frigyéből született:
- forintosházi Forintos Mária Paulina Irén (*Budapest, 1887. október 31. – †Sümeg, 1974. július 3.). Férje: dr. Takács Jenő (*Tapolca, 1883. december 15. – †Sümeg, 1962. szeptember 23.), ügyvéd, sümegi járás közjegyzője, tartalékos százados, a Signum Laudis, a Katonai Jubileumi Kereszt, a Károly-csapatkereszt, valamint a Háborús Emlékérem tulajdonosa, Zala vármegyei törvényhatósági bizottság és a községi képviselőtestület virilis tagja.[10]
- forintosházi Forintos Károly Géza Antal (*Budapest, 1900. augusztus 30.– †Mihályfa, 1994. október 17.), földbirtokos, a mihályfai Gazdakör díszelnöke. Nőtlen.
- forintosházi dr. Forintos György Kálmán József (*Budapest, 1902. április 21. – †Budapest, 1958. január 1.), jogász, igazságügyi minisztérium osztályfőnöke, miniszteri tanácsos.[11] Felesége: boldogfai Farkas Margit Klementina Erzsébet (*Nova, Zala vármegye, 1905. június 30. – †Budapest, 1990. december 1.).[12]
- forintosházi Forintos László Géza János (*Budapest, 1904. szeptember 10.– †?), balatonfüredi főszolgabíró. Felesége: svábóczi és tótfalvi Sváby Margit Magdolna Aliz "Baba" (*Őscsanád, 1917. január 3.–†Budapest, 1997. október 1.).[13][14]
- ifjabb dr. forintosházi Forintos Géza Gábor Sándor (*Budapest, 1908. június 6.– †?), zalai főszolgabíró. Neje: Gerley Stefánia (*Beszterce, 1909. április 22.–†Budapest, 1972. május 29.).[15][16][17]